# Гурфинкель, Юзефа Александровна
Юзефа Александровна (Исааковна) Гурфинкель (2 мая 1919, Белая Церковь — 9 апреля 1997, Волгоград) — советская шахматистка; международный мастер (1954). Учительница. Мастер спорта СССР (1955), выступала за общество «Наука».

## Биография
В чемпионате РСФСР (1950) — 1-2-е место (проиграла дополнительный матч В. Тихомировой). Участница 9 чемпионатов СССР (1947—1968); лучший результат в 14-м чемпионате (1954) — 2-е место. В турнире претенденток (1955)— 15-16-е место.
В составе сборной РСФСР участница трёх первенств СССР среди сборных союзных республик (1951, 1953, 1958 — в командном зачёте золотая, серебряная и бронзовая медали соответственно).
Филолог по образованию, преподавала английский язык. Работала тренером в ростовском городском шахматном клубе, Доме учёных и во Дворце пионеров.
В 1963 году вместе с мужем — шахматистом А. И. Константиновым — переехала в Волгоград.
Дочь — Татьяна Александровна Моисеева (род. 1952), мастер спорта СССР по шахматам.